# Lac Haukivesi
Le lac Haukivesi est un lac finlandais situé dans la région de Savonie du Sud de la province de Finlande-Orientale.

## Géographie
Avec une superficie de 562,31 km2, le lac Haukivesi est le huitième de Finlande. Il peut atteindre une profondeur de 58 mètres. Relié par des canaux à des lacs environnants, il possède des côtes sinueuses et de nombreuses îles. Il est navigable. 
Les principales villes situées aux alentours sont Savonlinna, au Sud-Est, et Varkaus, au Nord-Ouest.

### Source
- (fi) Ministère finlandais de l'environnement - Classement des 94 lacs finlandais de plus de 40 km2